# Base Belgrano II

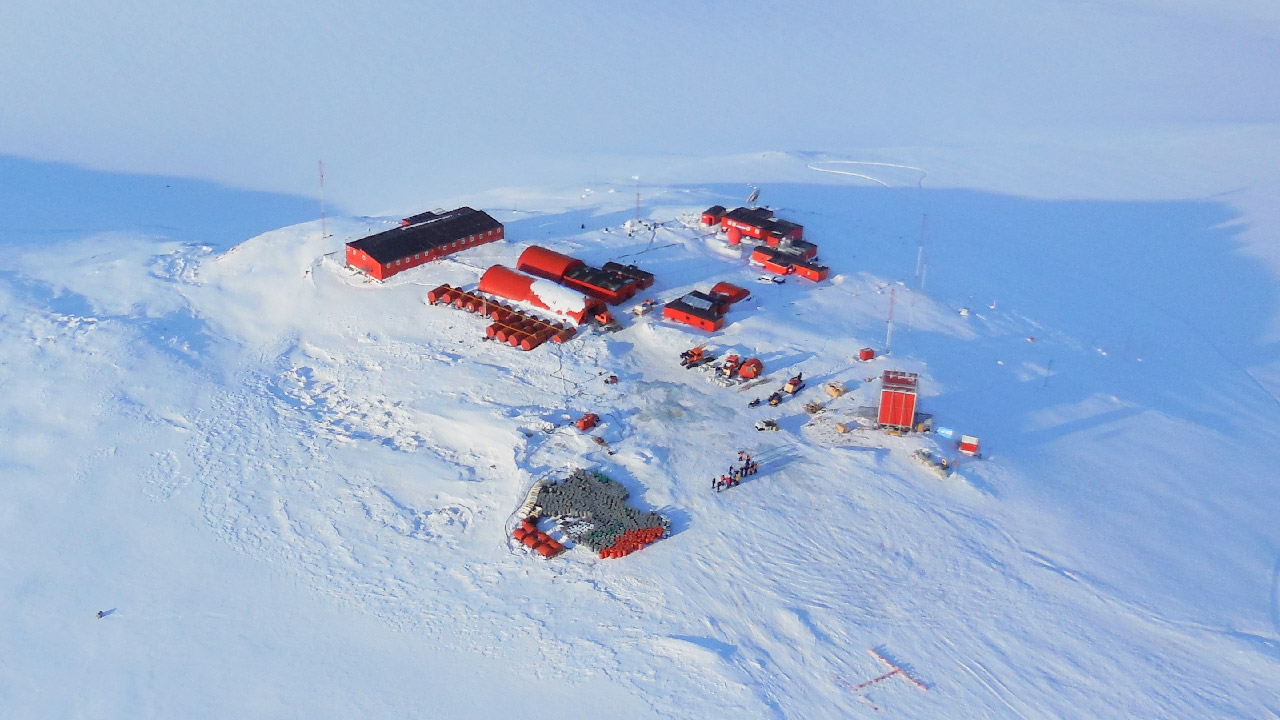
Vista de la Base Belgrano II (2018).

La base antártica Belgrano II o base Belgrano II es una estación científica permanente de la República Argentina instalada en la Antártida. Es la segunda de las tres estaciones antárticas nombradas en honor al general Manuel Belgrano. Inicialmente se llamó base de ejército General Belgrano II hasta que en la década de 1990 como parte del proceso de desmilitarización de las bases antárticas argentinas su nombre fue modificado al actual.

## Ubicación
La base Belgrano II está constituida por una serie de instalaciones de investigación científica ubicadas sobre el nunatak Bertrab (afloramiento rocoso en un glaciar), en la bahía Vahsel, la cual se posiciona sobre la costa Confín en la Tierra de Coats, frente al mar de Weddell en la meseta polar. Sus coordenadas son 77°52′28″S 34°37′37″O / -77.87444, -34.62694. Se encuentra aproximadamente a unos 1300 km del polo sur. La base Belgrano II es la más austral de la República Argentina y la 3ª más austral de las bases permanentes del planeta (6° más al sur que la base McMurdo). Ostenta la característica de ser la base antártica más austral de todo el mundo emplazada sobre roca firme, lo que genera condiciones únicas desde el punto de vista geológico y sismológico.
Una de las características de esta base es que, como consecuencia de la latitud, tiene cuatro meses de día, cuatro de penumbra (día y noche) y cuatro meses de noche polar. El cielo nocturno presenta las usuales auroras polares.

## Historia

### Contexto histórico
Para continuar con la presencia argentina en la Antártida, iniciada en 1904 con el establecimiento de la Base Orcadas, en 1949 el coronel Hernán Pujato presentó al presidente Juan Domingo Perón un detallado plan de acción que incluía la instalación de bases científicas y poblacionales en la Antártida, así como la creación de un instituto científico a efectos de investigación. El interés oficial en el proyecto llevó a que se lo destinara a Estados Unidos y Groenlandia a fin de adquirir los conocimientos técnicos necesarios para la supervivencia en latitudes extremas. La Armada Argentina no estaba en condiciones técnicas de realizar la logística necesaria para tamaña acción, razón por la cual debió recurrirse al empresariado privado que colaboró en todo lo atinente a traslado y carga.
Las labores de preparación concluyeron en 1951, y el 12 de febrero de ese año zarpó con el material necesario para construir una instalación permanente en el territorio antártico. La Primera Expedición Científica a la Antártida Continental Argentina erigió el 21 de marzo la base San Martín, en la bahía Margarita, el primer asentamiento humano al sur del círculo polar antártico y la primera base científica argentina en el territorio continental antártico. A partir de la base, equipos en trineo recorrieron la zona, recabando información geográfica. En estas misiones relevaron unos 105 000 km², bautizando con nombres argentinos los accidentes geográficos cartografiados.

### Las tres bases Belgrano
Tres bases con el nombre de Manuel Belgrano fueron establecidas en el extremo sudeste de la Antártida Argentina, en las proximidades del polo sur geográfico. 
En marzo de 1955 el general Hernán Pujato fundó la base Belgrano I, consagrándose como la más austral de Argentina. Posteriormente, Pujato fue pasado a retiro y apartado de sus cargos por sus simpatías hacia el gobierno de Perón. Unas décadas más tarde, la gigantesca formación de un témpano tabular de 100 kilómetros de longitud comenzó a rodear la base, por lo que tuvo que ser evacuada y desactivada. Finalmente, en 1983 desapareció entre los hielos eternos.
En reemplazo de la Belgrano I, el 5 de febrero de 1979, la Argentina construyó la base Belgrano II, que actualmente se encuentra en pleno funcionamiento. 
Finalmente, un año más tarde se fundó una tercera base, Belgrano III, que estuvo en funcionamiento desde 1980 hasta el 14 de enero de 1984 cuando fue desactivada y evacuada  debido a la fractura de los hielos sobre los que se asienta, poniendo en peligro al personal y a los equipos.
Tras esos hechos, en la actualidad Belgrano II sigue siendo la más austral de las bases permanentes de la República Argentina, y la tercera más al sur de las bases permanentes del planeta. Amundsen-Scott, base antártica estadounidense, que se encuentra a escasos 100 metros del polo sur, y la sigue la base Vostok de la Federación Rusa.

## Características
La base Belgrano II está formada por distintas edificaciones emplazadas sobre la roca del nunatak Bertrab. Las construcciones son en su mayoría de paneles compuestos por una cubierta metálica o de fibra de vidrio rellenos en su interior con poliuretano expandido para ofrecer una aislación térmica adecuada para resistir las bajas temperaturas. Las distintas dependencias que componen la base son: casa principal, laboratorio, casa auxiliar (en la que se encuentra la estación meteorológica), usina, radioestación, sala de máquinas, carpintería y electricidad, depósito de víveres llamado también GUM, parque automotor (donde se guardan los vehículos), galpón de ozonosondeos, depósito de repuestos y depósito de elementos de montaña. También se dispone de una cueva de hielo en la que se dejan alimentos para su conservación y en el que hay una capilla.
La casa principal fue destruida en su totalidad, a consecuencia de un incendio iniciado en la mañana del 10 de septiembre de 2005, fue allí donde los habitantes de la base debieron distribuirse entre las demás dependencias hasta tanto recibieran un lanzamiento de víveres y ropa desde un avión C-130 Hercules, ya que en el incendio se había perdido la totalidad de los elementos personales de los invernantes.
En 2006 comenzó la construcción de una casa auxiliar o de emergencia para solucionar el problema habitacional de la base, esta casa fue diagramada en dos etapas, concluyéndose en la campaña 2006-2007 la primera etapa (construyendo baños, cocina y habitaciones) y en 2007-2008 la segunda etapa que contemplaba un salón comedor.
Durante la campaña 2008-2009 comenzó la construcción de la nueva casa principal que fue terminada durante la campaña 2009-2010 quedando inaugurada el 25 de mayo de 2010. La nueva casa posee una superficie cubierta de alrededor de 500 m² junto a mayores comodidades y espacios para esparcimiento y se encuentra emplazada sobre lo que fue antiguamente la antigua casa destruida por el fuego.
A unos 200 m de la base, excavados sobre el hielo se encuentran una serie de túneles utilizados como cámara frigorífica gracias a sus casi constantes -10 °C durante todo el año, en otros túneles también se guardan otros víveres, repuestos y materiales que allí reposan protegidos del viento y las inclemencias. Una zona especial fue determinada para crear una pequeña capilla católica con imágenes religiosas (capilla Nuestra Señora de las Nieves) y también hay un pequeño museo con elementos antiguos utilizados tanto en Belgrano I como Belgrano II.
La infraestructura de la base cuenta con 578 m² bajo techo, 76 m² de laboratorios científicos, un cuarto de conferencias para 6 personas, un área logística de 402 m², 21 camas, 3 snowcats y 7 motonieves.
La base cuenta con un helipuerto, y puede recibir aviones tipo Twin Otter con esquíes en un glaciar (de 2000 m de largo x 600 m de ancho) ubicado a 2 km al sudoeste de la base. El 10 de febrero de 2019 por primera vez un avión Twin Otter de la Fuerza Aérea Argentina destacado en Base Marambio pudo aterrizar en la Base Belgrano II en el llamado Operativo Polar 2019. Luego de un acuerdo de cooperación con el Reino Unido dos Twin Otter de la Fuerza Aérea Argentina despegaron del aeródromo de Marambio hacia la Base Rothera. Uno de ellos permaneció como reserva en el aeródromo de Rothera y el otro continuó haciendo escala en la Base Sky Blu británica antes de arribar a Belgrano II. Previamente el relevo aéreo del personal de la base pudo realizarse el 14 de enero de 2015 mediante un avión Basler BT-67 de la empresa Antarctic Logistics & Expeditions LLC desde el Campamento Glaciar Unión.

## Dotación permanente
En cada campaña antártica, solo un puñado de hombres y mujeres acceden a invernar en esta base extremadamente austral, donde no hay flora, ni fauna, ni se observa ningún vestigio de vida natural.

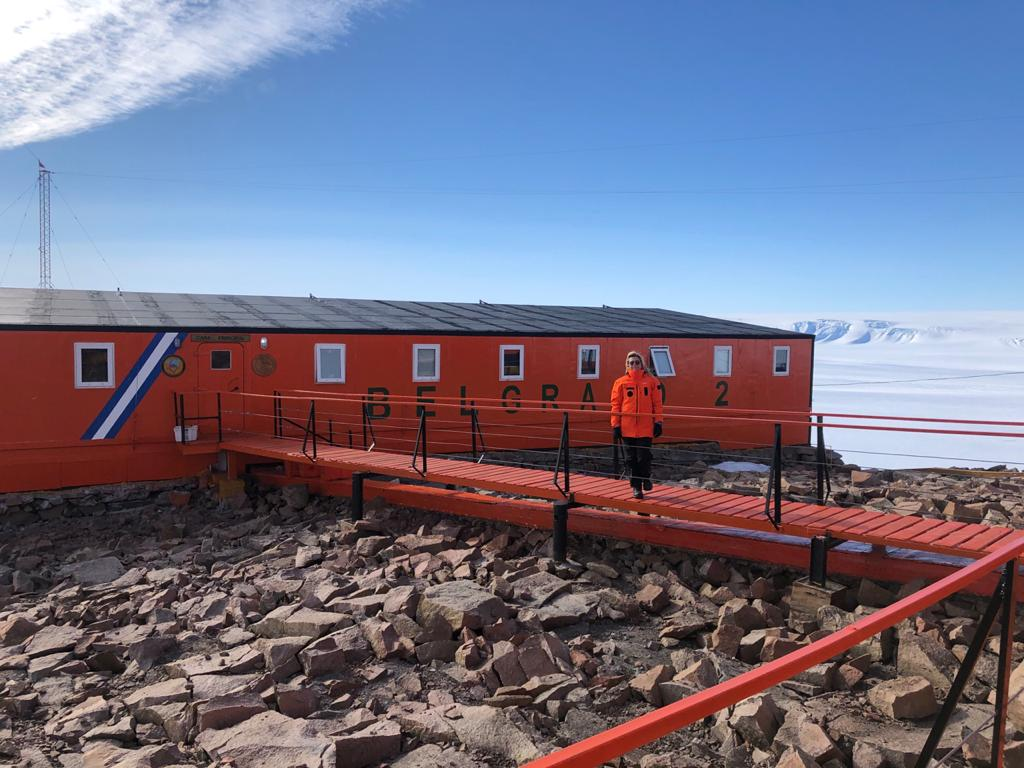
Una parte de la base antártica Belgrano II de Argentina (2020)

Se requiere un temple y una personalidad muy especial para poder invernar en Belgrano II. Quien sea elegido para esa tarea deberá experimentar situaciones extremas, que en ningún otro lugar va a vivir. Una de ellas es la ausencia del sol y la presencia de la noche total durante los meses de invierno. 
La dotación de la base durante la campaña 2019 estuvo compuesta por 21 hombres, 16 de los cuales pertenecían al Ejército Argentino encargados de las tareas logísticas de la base, 2 observadores meteorológicos del Servicio Meteorológico Nacional y 3 científicos del Instituto Antártico Argentino dependiente de la Dirección Nacional del Antártico. En el año 2022 por primera vez en la historia 3 mujeres formaron parte de la dotación de la Base Belgrano II: Mayra Yamila Gordillo, perteneciente a la Fuerza Aérea Argentina Meteoróloga, quien se desempeñó como Segunda Jefe de la Base, María Soledad Domínguez Oficinista y Noelia Fernández Camarera, ambas del Ejército Argentino que se desempeñaron como encargada del depósito de víveres y Encargada Ambiental respectivamente.
En el año 2023 la dotación volvería a quedar integrada únicamente por personal masculino. 

## Actividades científicas
Las actividades científicas en la base están reunidas en el LABEL (Laboratorio Antártico Mutidisciplinario en Base Belgrano II) del Instituto Antártico Argentino, que mantiene convenios de investigación con instituciones argentinas y de otros países desarrollándose, entre otras, las siguientes actividades:
- Estudio del comportamiento de la ionosfera, con sondeos ionosféricos y registro de la absorción ionosférica. Equipos: ionosondador y riómetro.
- Mediciones continuas de variaciones geomagnéticas y campo magnético absoluto. Equipos: magnetómetro absoluto y magnetómetro relativo.
- Geodesia (en cooperación con Francia, Alemania e Italia): investigación continua GPS/GNSS. Propagación de radio señal que contribuye al Servicio Internacional DORIS (Doppler Orbitography and Radiopositioning Integrated by Satellite). Equipos: GPS y baliza DORIS.
- Sismografía (la base cuenta con el sismógrafo más austral del mundo emplazado sobre roca firme). Red sismológica antártica en cooperación con Italia: Antarctic Seismograph Argentinean Italian Network (ASAIN). Proyecto que comenzó en 1992.
- Estudio de la capa de ozono mediante instrumental en superficie. Lanzamientos de ozonosondeos. Equipos: espectrofotómetro Brewer, espectrofotómetro EVA, radiómetro NILU. El laboratorio Belgrano trabaja en conjunto con el Instituto Nacional de Técnica Aeroespacial de España (INTA) y el Programa Nacional de Investigación Antártica de Italia (PNRA) en la observación e investigación de la dinámica del ozono atmosférico sobre el continente antártico, aportando datos a la Organización Meteorológica Mundial (WMO) y otros centros concentradores internacionales.
- Cronobiología de aislamiento antártico. En cooperación con Alemania, Bélgica, Estados Unidos, Austria y Francia.
- Astronomía: proyecto LAGO (Large Aperture Gamma ray Observatory) de estudio del sistema solar.
- Meteorología: estación meteorológica automática.

## Vehículos de operaciones
El área en la que los vehículos terrestres deben operar es un círculo de radio superior a los 200 km, por lo cual se utiliza material rodante pesado de tipo Snow Cat hasta la mitad del trayecto y a partir de allí se cambia por el uso de vehículos más livianos, similares a las motos de nieve. En conjunto, este equipamiento simplifica la realización de la fundamental tarea de transporte de todos los materiales y suministros necesarios para poder permanecer durante más de tres meses en una región inhóspita donde las temperaturas llegan en casos extremos hasta los -56 °C.

## Clima
| Parámetros climáticos promedio de Base Belgrano II | Parámetros climáticos promedio de Base Belgrano II | Parámetros climáticos promedio de Base Belgrano II | Parámetros climáticos promedio de Base Belgrano II | Parámetros climáticos promedio de Base Belgrano II | Parámetros climáticos promedio de Base Belgrano II | Parámetros climáticos promedio de Base Belgrano II | Parámetros climáticos promedio de Base Belgrano II | Parámetros climáticos promedio de Base Belgrano II | Parámetros climáticos promedio de Base Belgrano II | Parámetros climáticos promedio de Base Belgrano II | Parámetros climáticos promedio de Base Belgrano II | Parámetros climáticos promedio de Base Belgrano II | Parámetros climáticos promedio de Base Belgrano II |
| Mes                                                | Ene.                                               | Feb.                                               | Mar.                                               | Abr.                                               | May.                                               | Jun.                                               | Jul.                                               | Ago.                                               | Sep.                                               | Oct.                                               | Nov.                                               | Dic.                                               | Anual                                              |
| -------------------------------------------------- | -------------------------------------------------- | -------------------------------------------------- | -------------------------------------------------- | -------------------------------------------------- | -------------------------------------------------- | -------------------------------------------------- | -------------------------------------------------- | -------------------------------------------------- | -------------------------------------------------- | -------------------------------------------------- | -------------------------------------------------- | -------------------------------------------------- | -------------------------------------------------- |
| Temp. máx. abs. (°C)                               | 5                                                  | 3                                                  | 1                                                  | 0                                                  | -5                                                 | -8                                                 | -10                                                | -7                                                 | -3                                                 | 2                                                  | 4                                                  | 5                                                  | 5                                                  |
| Temp. máx. media (°C)                              | 0.6                                                | -3.9                                               | -8.6                                               | -13.2                                              | -15.3                                              | -15.7                                              | -16.1                                              | -16.1                                              | -15.5                                              | -12.4                                              | -4.9                                               | -0.2                                               | -12                                                |
| Temp. media (°C)                                   | -2.4                                               | -6.9                                               | -11.4                                              | -16.3                                              | -18.6                                              | -19.4                                              | -19.6                                              | -19.7                                              | -18.8                                              | -16.1                                              | -8.8                                               | -3.5                                               | -16                                                |
| Temp. mín. media (°C)                              | -5.7                                               | -10.3                                              | -14.8                                              | -19.9                                              | -22.4                                              | -23.0                                              | -23.6                                              | -24.1                                              | -23.2                                              | -20.7                                              | -12.9                                              | -7.1                                               | -20                                                |
| Temp. mín. abs. (°C)                               | -7                                                 | -14                                                | -23                                                | -27                                                | -34                                                | -39                                                | -44                                                | -46                                                | -48                                                | -37                                                | -28                                                | -14                                                | -48                                                |
| Días de nevadas (≥ 1 mm)                           | 13                                                 | 14                                                 | 13                                                 | 13                                                 | 11                                                 | 10                                                 | 12                                                 | 12                                                 | 11                                                 | 12                                                 | 11                                                 | 11                                                 | 143                                                |
| Fuente: Servicio Meteorológico Nacional            |                                                    |                                                    |                                                    |                                                    |                                                    |                                                    |                                                    |                                                    |                                                    |                                                    |                                                    |                                                    |                                                    |

La temperatura oscila entre los +5 °C y -48 °C.

## Sitio y Monumento Histórico
La Cruz General Belgrano, una cruz erigida en 1955 a una distancia de 1300 m al noreste de la Base Belgrano I y que en 1979 pasara a la estación Belgrano II, fue designada en 1972 a propuesta y gestión de Argentina como Sitio y Monumento Histórico de la Antártida SMH 43: Cruz General Belgrano bajo el Tratado Antártico, y conservada por la base.